# Agostini Village (Mayaro-Rio Claro)
Agostini Village es una villa de Trinidad y Tobago, que forma parte de la región de Mayaro-Rio Claro.

## Geografía
La villa abarca parte de la isla Trinidad y limita al norte con Ecclesville, al sur con Abysinia Village, al este con Union Village y al oeste con Deep Ravine-Clear Water.

## Demografía
Datos demográficos de la villa de Agostini Village:
| Gráfica de evolución demográfica de Agostini Village entre 2000 y 2011 |
|                                                                        |